# 綾里湾
座標: 北緯39度03分05秒 東経141度50分20秒 / 北緯39.05152195度 東経141.83893251度

綾里湾（りょうりわん）は、岩手県大船渡市三陸町にある湾である。

## 概要
リアス海岸特有の、複雑に入り組んだ海岸線に面した大船渡市は、吉浜湾、越喜来湾（おきらいわん）、綾里湾、大船渡湾の4つの大きな湾を有する。 そのうち大船渡湾の東
、越喜来湾の南にあるのが綾里湾である。また、湾奥には野々前漁港があり、付近には綾里海水浴場や綾里崎がある。

## 津波
綾里湾は典型的なリアス式海岸の湾であり、東向きV字型入り江のため、非常に高い津波が押し寄せることで有名である。
1896年の明治三陸地震の際には、津波の高さ（遡上高）最大38.2mを記録した（当時国内観測史上最高）。1933年の昭和三陸地震でも28.7mの津波の記録がある。
さらに、2011年の東北地方太平洋沖地震による大津波では、局所的に40.1mの遡上高を観測しており（東北地方太平洋沖地震津波合同調査グループの調査による）、記録に残っている中では、過去に日本で記録された中で最大の津波である。
ただし、これらはこの100年間程度の記録が残されている範囲での値であり、それ以前にも同程度、あるいはより高い津波が日本の沿岸を襲った可能性がある。近年、過去の津波の痕跡から浸水範囲を推定する調査が進んでおり、今後、より大きな津波の証拠が見つかる可能性もある。
なお、東北地方太平洋沖地震の際、綾里湾に近い綾里白浜地区では、明治三陸地震津波の教訓が生かされ、家屋の浸水や人的被害はなかった。

## 関係項目
- 綾里駅
- 綾里崎
- 綾里小学校
- 綾里海水浴場
- 野野前漁港
- 綾里埼灯台
- 大気環境観測所（旧名：気象ロケット観測所）